# Haydar Yılmaz
Haydar Yılmaz (sinh 19 tháng 1 năm 1984) là một cầu thủ bóng đá Thổ Nhĩ Kỳ thi đấu cho Alanyaspor.